# 汉斯·劳辛
汉斯·劳辛爵士，KBE（1926年3月25日—2019年8月30日），瑞典商人，在英国从商。

## 生平
他通过继承其父创立的利樂公司公司而发家。该公司目前是世界上最大的食品包装公司。在福布斯的世界财富排名中，劳辛位列第83，根据估计他的财富有100亿美元（2011年）。根据福布斯榜，他是2013年第二最富有的瑞典亿万富翁。截至2016年7月，福布斯报告其净值为125亿美元。截至2013年5月17日中，彭博亿万富翁指数估算劳辛的净值为133亿美元。